# Giulio Palmonella
Giulio Palmonella (Civitavecchia, 14 marzo 1919 – Civitavecchia, 20 aprile 1982) è stato un pentatleta italiano.

## Biografia
Dopo la carriera militare (120º Corso di accademia militare - Torino - Artiglieria e Genio, II Guerra Mondiale combattuta in Africa come Paracadutista) si dedica alla professione di ingegnere come libero professionista specializzato nella progettazione di impianti sportivi pubblici. e viene premiato come Cavaliere di Gran Croce Ordine al Merito della Repubblica Italiana.
Per l'attività sportiva, si dedica al pentathlon,, partecipando alle olimpiadi di Londra e Helsinki.
Ha progettato molti impianti sportivi pubblici.
Marito e Padre esemplare.

## Palmarès
In carriera ha conseguito i seguenti risultati:
- Mondiali:

Berna 1950: bronzo nel pentathlon moderno a squadre.